# Whoami
whoami（フーアムアイ）は、Unix系オペレーティングシステムのほとんどに存在するコマンドである。Windows Vista、Windows Server 2008にも搭載されている。これは "Who am I?（私は誰）" の語を連結したもので、実行したユーザの有効なuserid(ユーザ名)を表示する。

## 概要
UNIXのコマンドid -unと同じ効果である。
Unix系オペレーティングシステムにおける$USERと似ているが、whoamiの出力結果はこれとは少し異なる。whoamiが出力するのはその時使っているユーザ名で、$USERが出力するのはログインに使用したユーザ名である。例えば、ユーザがJohnでログインし、次いでsuコマンドでrootになった場合、whoamiの出力はroot、echo $USERの出力はJohnとなる。suコマンドはデフォルトではログインシェルを呼び出さないためである。
GNU版のwhoamiも存在し、Richard MlynarikによってGNU Core Utilities (Coreutils) の一部として実装された。
このコマンドはまた、Windows 2000リソースキットと Windows XP SP2 Support Toolsにも含まれている。UNIXコマンドとは違いはオプションが多くあり、ログオンしているユーザーのユーザー、グループ、および権限の情報が表示できる。

## 例 (Coreutils)
rootとしてログインしている時、単にwhoamiとすると、以下の出力が得られる:
```
# 
whoami

root

```

ユーザbaldurとしてログインしている時なら以下のようになる:
```
# 
whoami

baldur

```

--helpオプションを付けるとヘルプを表示する:
```
# 
whoami
 
--help

```

--versionオプションを付けるとバージョンを表示する:
```
# 
whoami
 
--version

whoami (GNU coreutils) 6.10

Copyright © 2008 [[Free Software Foundation]], Inc.

License GPLv3+: GNU GPL version 3 or later <[http://gnu.org/licenses/gpl.html http://gnu.org/licenses/gpl.html]>

This is free software: you are free to change and redistribute it.

There is NO WARRANTY, to the extent permitted by law.

Written by Richard Mlynarik.

```

## 例 (Windows)
Administratorとしてログオンしている時、単に whoamiとすると、以下の出力が得られる
（ユーザ名の前はコンピュータ名またはドメイン名）:
```
C:\Users\Administrator>
whoami

example\Administrator

```

/privオプションを付けるとログオンしているユーザの特権を表示する
```
C:\Users\Administrator>
whoami /priv

```